# Hadrokirus
Hadrokirus martini — вимерлий вид тюленів (Phocidae), які жили на узбережжі Перу ≈ 6 мільйонів років тому. Він був знайдений у формації Піско разом з іншими морськими тваринами, такими як ракоподібні, акули, прибережні птахи, кити та водні лінивці. Основна особливість полягає в зубах: вони надзвичайно міцні, звідси й назва (дав.-гр. ἁδρός — «товстий»; кеч. kiru — «зуб»). Передбачається, що Hadrokirus martini мав раціон з ракоподібних, дрібних двостулкових молюсків та інших тварин з раковиною.